# Bristol Bay Borough
Bristol Bay Borough är en borough i den amerikanska delstaten Alaska. Dess säte är Naknek. Enligt 2000 års folkräkning hade boroughen en befolkning på 997 invånare. 
Del av Katmai nationalpark ligger i Bristol Bay Borough. 

## Geografi
Enligt United States Census Bureau så har countyt en total area på 888 km². 505 km² av den arean är land och 383 km² är vatten. 

### Angränsande områden
Bristol Bay Borough omges av Lake and Peninsula Borough i norr, väster och söder. I öst gränsar countyt till Bristol Bay, Berings hav.  

### Städer och samhällen
- King Salmon
- Naknek
- South Naknek